# Агрегатор рецензій
Агрегатор рецензій — це система, що збирає рецензії та огляди на різні товари й послуги (фільми, книги, відеоігри, програмне забезпечення, комп'ютерні комплектуючі, автомобілі тощо). Надалі ці рецензії можуть використовуватися з такою метою:
- розміщення на вебсайтах, де відвідувачі зможуть ознайомлюватися з оглядами
- продаж інформації третім особам про купівельні тенденції споживачів
- розробка баз даних для компаній з метою дослідження наявних і потенційних клієнтів

Система агрегації рецензій дозволяє користувачеві зручно проводити порівняння різних оглядів на один і той самий продукт. Багато з таких систем також здатні вираховувати середній бал по оглядах, використовуючи алгоритм привласнення числових значень відповідно до кількості негативу або позитиву в рецензіях.
Останні роки сайти-агрегатори рецензій почали суттєво впливати на економічні показники компаній, що виготовляють товари, стосовно яких пишуться огляди (особливо коли мова йде про дороговартісні відеоігри). На тлі цього, керівники таких компаній почали часто практикувати модель грошового заохочення своїх співробітників, яка передбачає залежність суми бонусів від оцінок користувачів у рецензіях. Причиною того є те, що оціночний бал огляду значно впливає на продажі товару, який рецензується. Ціни на фондових ринках також показали кореляцію з рейтингами цінних паперів. Багато джерел стверджують, що існує сувора залежність рівня продажів від отриманого рейтингу. Через істотний вплив рецензій на прийняття рішень по реалізації продукту, виробники часто зацікавлені в оцінці оглядів на свій товар. Зазвичай це робиться за допомогою сайтів-агрегаторів рецензій. Як повідомляє Reuters, в кіноіндустрії великі студії теж часто стежать за подібними сайтами, проте «вони не люблять надавати їм велике значення».

## Відомі агрегатори рецензій

### Кіно та телебачення
- Metacritic
- Rotten Tomatoes

### Музика
- Last.fm
- Metacritic

### Відеоігри
- GameRankings
- Metacritic
- OpenCritic